# Molí del Saver
El Molí del Saver és una obra de Carme (Anoia) inclosa a l'Inventari del Patrimoni Arquitectònic de Catalunya.

## Descripció
Del molí que es troba dintre el poble de Carme, al carrer de Les Fonts, sols hi queda la porta d'entrada adovellada amb arc de mig punt.
Per la part del darrere la bassa actualment és una plaça on hi ha la bàscula municipal; des de allí i adossat al molí, s'hi veu encara el gros cacau.